# Pawło Połeheńko
Pawło Ihorowycz Połeheńko, ukr. Павло Ігорович Полегенько (ur. 6 stycznia 1995 w Czernihowie) – ukraiński piłkarz, grający na pozycji obrońcy.

## Kariera piłkarska

### Kariera klubowa
Wychowanek klubu Junist' Czernihów, a od 2006 roku Dynama Kijów, barwy którego bronił w juniorskich mistrzostwach Ukrainy (DJuFL). 25 lipca 2012 rozpoczął karierę piłkarską w drużynie Dynamo U-19. Latem 2015 został wypożyczony do Howerły Użhorod, ale już na początku września 2015 wrócił do Dynamo-2 Kijów. 16 września 2016 podpisał kontrakt z Zirką Kropywnycki. 18 czerwca 2018 zasilił FK Mariupol.

### Kariera reprezentacyjna
Występował w juniorskich reprezentacjach U-17 i U-19. W 2014 został powołany do młodzieżowej reprezentacji Ukrainy.